# Marie II. Stuartovna
Marie II. Stuartovna (30. dubna 1662 – 28. prosince 1694) byla královna Anglie, Skotska a Irska od roku 1689 až do své smrti. Protestantská Marie se dostala na trůn po slavné revoluci, která vyústila ve svržení jejího otce katolického Jakuba II. Marie vládla společně se svým manželem Vilémem III. V době kdy byl Vilém v Anglii, spravoval státní záležitosti on, ale při jeho časté nepřítomnosti, když byl Vilém na vojenském tažení, vládla Marie sama, i když se s Vilémem často radila. Velmi aktivně se zapojovala do církevních záležitostí a správy Anglikánské církve.

## Mládí
Marie se narodila v St James's Palace 30. dubna 1662 jako nejstarší dcera Jakuba, vévody z Yorku (později Jakuba II.) a jeho první ženy Anny Hydeové. Jejím strýcem byl král Karel II. Z osmi dětí Anny Hydeové se dožily dospělosti pouze Marie a její sestra Anna. Vévoda z Yorku konvertoval ke katolictví roku 1668 nebo 1669, Marie a Anna však byly na pokyn Karla II. vychovávány v protestantském duchu. Mariina matka zemřela roku 1671 a její otec se roku 1673 podruhé oženil s Marií Modenskou.
V patnácti letech byla Marie zasnoubena nizozemskému protestantskému místokráli Vilémovi, princi Oranžskému. Zpočátku král Karel preferoval její zasnoubení s následníkem francouzského trůnu, ale později, pod nátlakem parlamentu a s nepřijatelností politické koalice s Francií, souhlasil se zásnubami. Pod nátlakem parlamentu souhlasil se zasnoubením i její otec vévoda z Yorku, který se domníval, že si tak zvýší svou popularitu mezi protestanty. Svatba se konala 4. listopadu 1677.
Marie pak odcestovala se svým manželem do Nizozemí. I když byla svému muži oddaná, nebylo jejich manželství příliš šťastné. Její tři těhotenství skončila potratem nebo narozením mrtvého dítěte. Její srdečná povaha jí získala přízeň mezi Nizozemci. Vilém Oranžský ale měl dlouhodobě poměr s její dvorní dámou Alžbětou Villiersovou, známou více jako Elizabeth Hamilton, hraběnka z Orkney.

## Slavná revoluce
Po smrti Karla II., který nezanechal potomky, se stal králem jeho bratr vévoda z Yorku, Mariin otec, jako Jakub II. Jeho církevní politika vyvolávala velký odpor. Pokusil se prosadit svobodu vyznání pro neanglikánské církve, a to tak, že chtěl královským dekretem anulovat zákony parlamentu. Několik protestantských aristokratů a politiků zahájilo na počátku roku 1687 jednání s Mariiným manželem Vilémem Oranžským. Poté, co Jakub přinutil anglikánské kněze, aby na bohoslužbách předčítali deklaraci o shovívavosti – prohlášení udělující náboženskou svobodu pro jinověrce, jeho popularita upadla. Neklid mezi protestanty vzrostl poté, co se jeho druhé manželce, horlivé katoličce, narodil syn Jakub Stuart, který měl být vychováván v katolickém duchu.

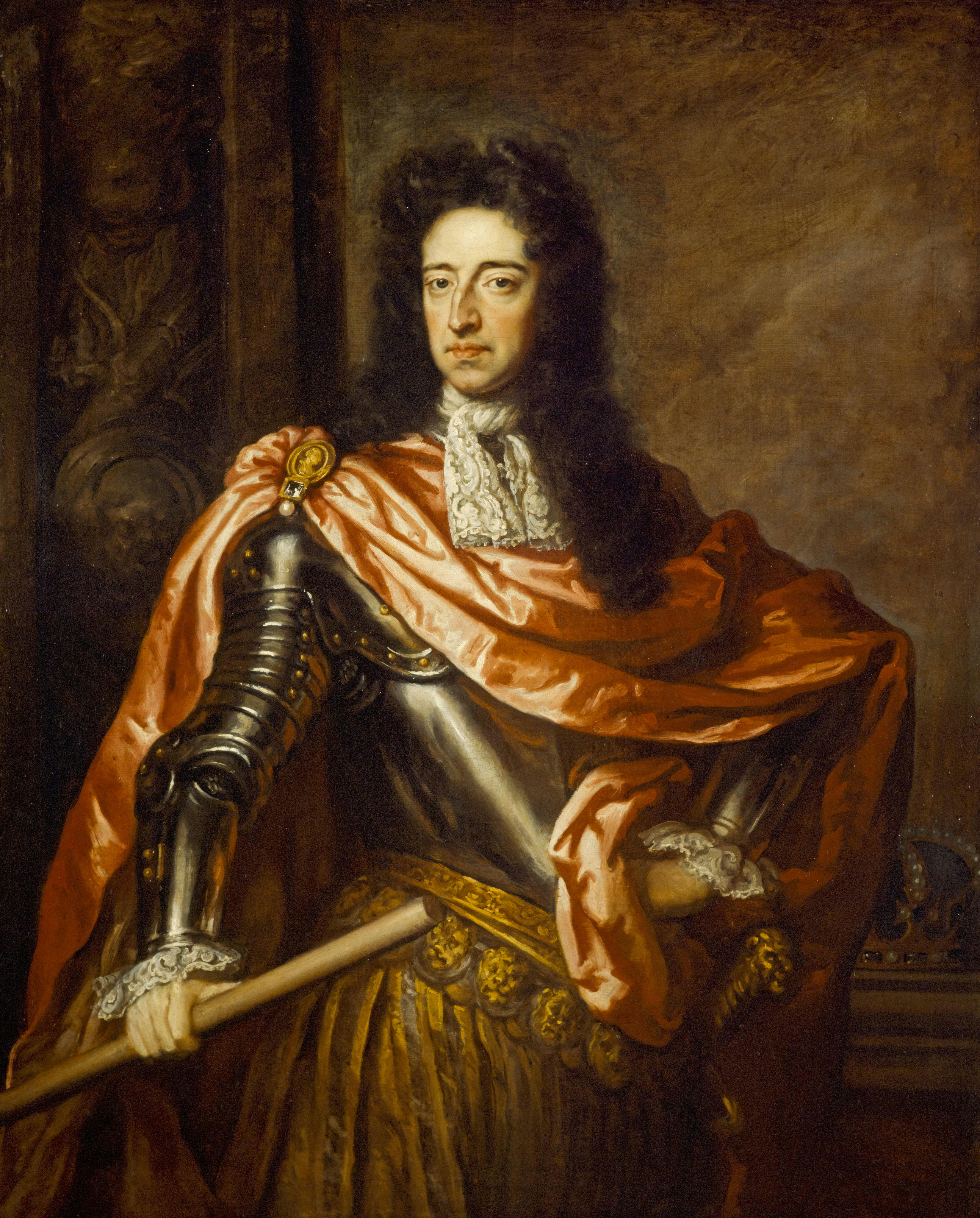
Mariin manžel Vilém III. Oranžský

30. června 1688 sedm významných šlechticů tajně požádalo Viléma, aby dorazil do Anglie v doprovodu armády. Zpočátku byl Vilém proti tomuto záměru, protože se obával, že jeho žena jako nástupkyně na trůnu by mohla převzít hlavní část moci. Marie mu ale sdělila, že nemá politické ambice a že bude vůči němu loajální. Vilém souhlasil s tažením do Anglie a vydal prohlášení, v němž vyjádřil mnohé záruky pro Angličany a uvedl, že jediným cílem výpravy má být sestavení svobodného a právoplatného parlamentu. Vilém dorazil do Anglie 5. listopadu; protože Jakubova armáda nebyla schopna dosavadního krále ochránit, pokusil se Jakub II. ze země utéci. Byl zadržen, ale podařilo se mu uniknout a s tichým souhlasem Viléma, který nechtěl, aby se Jakub stal katolickým mučedníkem, opustil Anglii.
Roku 1689 byl Vilémem svolán parlament a začaly probíhat diskuse o řešení politické situace. Vilém si nebyl jistý svou pozicí a přál si vládnout jako král a ne jako manžel královny. Vymínil si také, že po případné Mariině smrti bude nadále králem. I když někteří prominentní politici požadovali, aby se královnou stala Marie, ta zůstala vůči svému muži loajální.
13. února 1689 vydal anglický parlament deklaraci práv, ve které bylo uvedeno, že v důsledku útěku Jakuba II. ze země je trůn volný. Vilém a jeho žena Marie se měli stát společně panovníky. Oba byli 11. dubna 1689 korunováni ve Westminsterském opatství. V den korunovace prohlásil také skotský parlament Jakubovu vládu za ukončenou. Vilémovi a Marii byla nabídnuta skotská koruna, kterou přijali 11. května 1689.

## Vláda

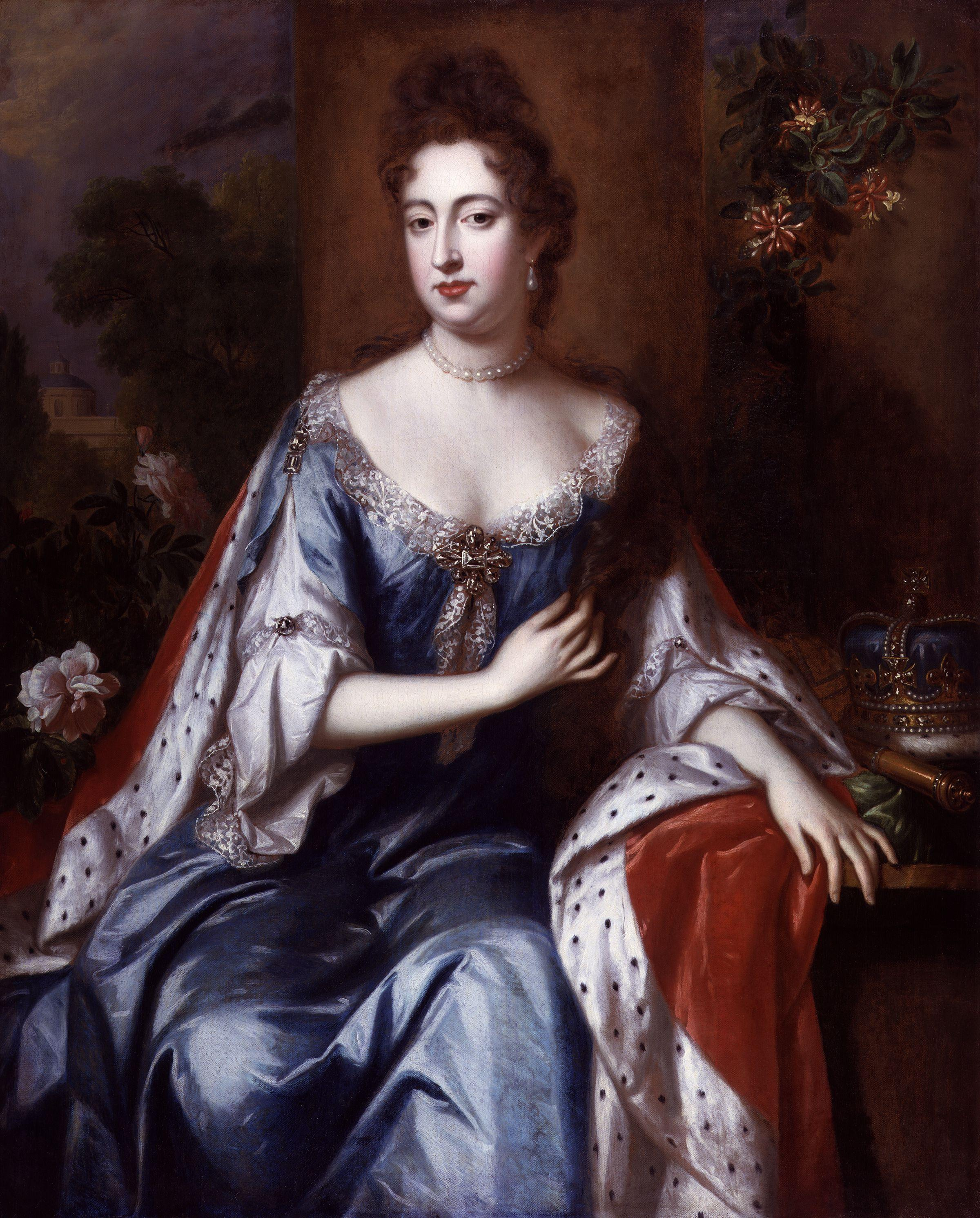
Marie II. kolem roku 1690

V prosinci 1689 byl přijat jeden z nejdůležitějších ústavních zákonů v anglické historii – Bill of Rights. Tento zákon vycházel z předchozí deklarace práv a omezoval výsady panovníka. Mimo jiné uváděl, že panovník nesmí pozastavit platnost zákona schváleného parlamentem, vyhlásit nové daně bez souhlasu parlamentu, zakázat nošení zbraní protestantům, neúměrně odkládat volby do parlamentu, trestat poslance obou komor za projevy v parlamentních debatách, požadovat neúměrnou kauci nebo ukládat nepřiměřené tresty. Zákon také řešil nástupnictví. Po smrti jednoho z panovnické dvojice měl být panovníkem ten druhý. Dalšími nástupci měly být jejich děti, následované Mariinou sestrou Annou a jejími dětmi. Posledními následníky měly být případné Vilémovy děti z případného následného sňatku.
Od roku 1690 trávil Vilém mnoho času mimo Anglii. Nejprve zápasil s jakobity v Irsku; v době, kdy byl mimo Anglii, řídila zemi Marie. Ukazovala se jako odhodlaný panovník, když nařídila uvěznění svého strýce Henryho Hyda za spiknutí, které mělo znovu dosadit Jakuba II. na anglický trůn. Roku 1692 odvolala a nechala uvěznit vlivného Johna Churchilla (pozdějšího 1. vévodu z Marlborough) pro podobné obvinění, což zmenšilo její popularitu a ochladilo vztahy s její sestrou Annou. Ta byla pod vlivem Churchillovy manželky Sarah.
Vilém porazil irské jakobity roku 1692, ale pokračoval v tažení na podporu Nizozemců proti Francii. Marie dále pokračovala ve správě státních záležitostí, ale obracela se k Vilémovi o radu. V době, kdy byl Vilém v Anglii, se ale podle požadavku Bill of Rights stáhla z politického života. Nicméně velmi aktivně a samostatně působila ve správě církevních záležitostí.

## Odkaz

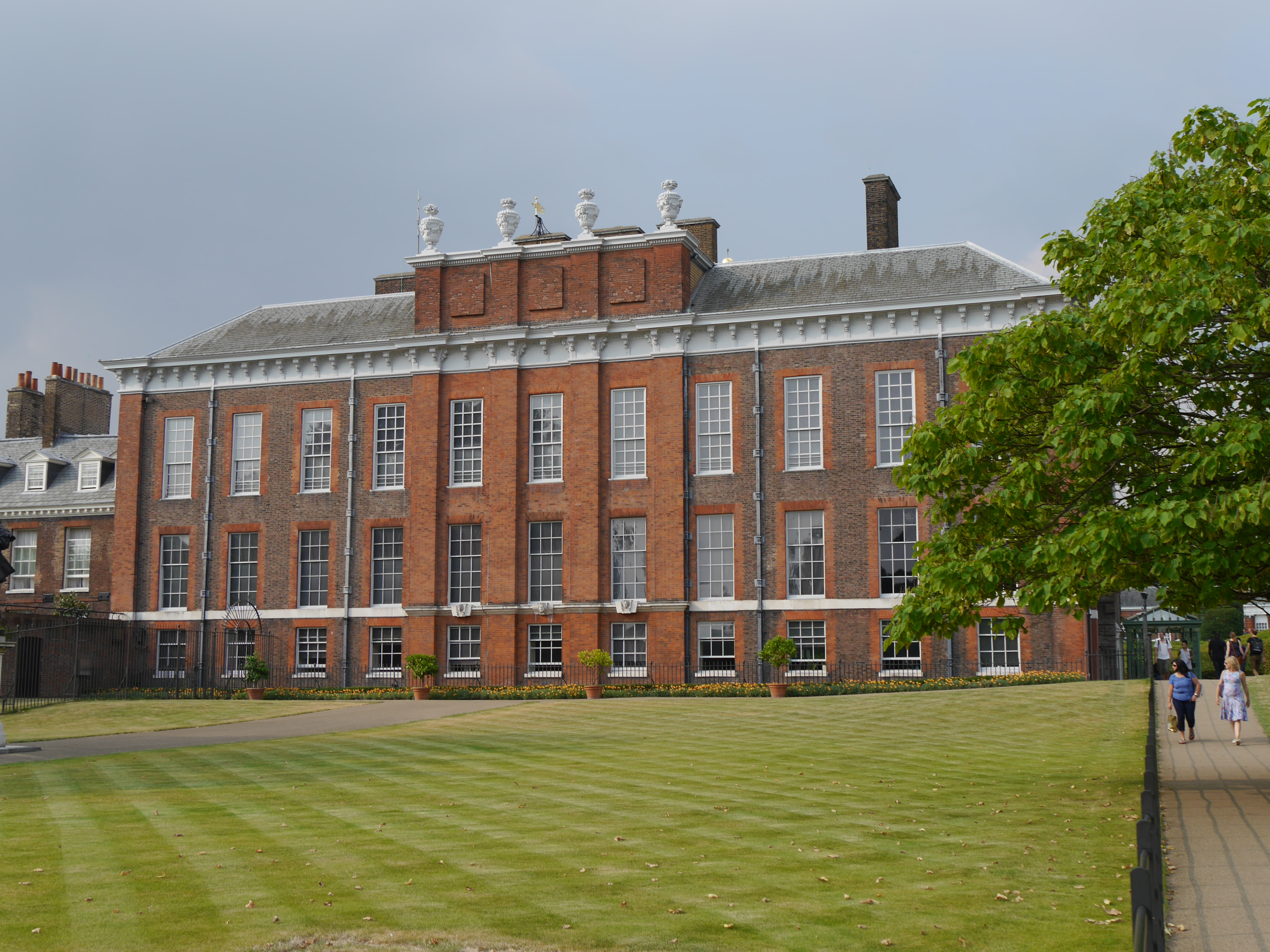
Mariino sídlo Kensingtonský palác

Marie zemřela 28. prosince roku 1694 v Kensingtonském paláci ve věku 32 let na neštovice a byla pohřbena ve Westminsterském opatství.
Po její smrti vládl Vilém jako samostatný panovník; bylo jasné, že nebude mít již žádné potomky. Poslední dítě Mariiny sestry Anny, Vilém, zemřel v červenci 1700 a Parlament vydal, v obavě před možným vznesením nároku na trůn ze strany katolických potomků Jakuba II. z druhého manželství, zákon o následnictví, v němž stanovil, že nástupcem se stane nejbližší protestantský příbuzný. Tím byla Žofie Hannoverská a její protestantští potomci; po Vilémově smrti se tak králem stal Žofiin nejstarší syn Jiří Ludvík.